# Joan Eikelboom
Johanna Geesje (Joan) Eikelboom (Heerde, 1 april 1969 - Okahandja (Namibië), 1 februari 2008) was een Nederlandse amazone. Ze was vooral bekend van de endurance, lange-afstandswedstrijden op het paard.
Eikelboom leerde al op jonge leeftijd paardrijden. Aanvankelijk koos ze voor de galop, op volwassen leeftijd stapte ze over naar endurance. Ondanks dat endurance in Nederland een relatief onbekende sport is, genoot ze onder liefhebbers van deze sport een grote bekendheid. Naast paardrijden werkte ze als eindredacteur bij uitgeverij Reed Business.
In oktober 2007 vertrok ze naar Namibië nadat ze daar een jaar eerder haar latere echtgenoot had ontmoet. Ze trouwde op 21 december 2007. Begin 2008 overleed Joan Eikelboom onverwachts op 38-jarige leeftijd aan de gevolgen van een hartstilstand tijdens een middagdutje.